# Шаумянівський район (Азербайджанська РСР)
Шаумя́нівський райо́н (азерб. Şaumyan rayonu, вірм. Շահումյան) — адміністративна одиниця у складі Азербайджанської РСР.

## Історія
Цей район, переважно заселений вірменами, не був, однак, включений до складу НКАО під час її створення 1923 року.
За етнічним складом населення до наступу азербайджанців в 1992 р., в районі було 18 сіл, з них 13 вірменських, 4 азербайджанських та одне російське. Відповідно до перепису населення 1989 р. населення району складалося з 17 тис. вірмен, 3,5 тис. азербайджанців та 1 тис. росіян.
17 березня 1988 року, після того як позачергова сесія народних депутатів НКАО звернулась до Верховної Ради Вірменської РСР, Азербайджанської РСР та СРСР з проханням розглянути й позитивно вирішити питання про передачу НКАО зі складу Азербайджану до складу Вірменії, органи радянської влади Шаумянівського сільського району й Геташенського підрайону направили клопотання про включення їх до складу НКАО.
12 лютого 1991 року рішенням Верховної Ради АзРСР район було ліквідовано та включено до складу Геранбойського району. 
2 вересня 1991 року спільна сесія Нагірно-Карабаської обласної та Шаумянівської районної Рад народних депутатів проголосила утворення Нагірно-Карабаської Республіки (НКР) у межах Нагірно-Карабаської автономної області (НКАО) та Шаумянівського району Азербайджанської РСР. Територія Шаумянівського району АзРСР і частина Ханларського району АзРСР увійшли до Шаумянівського району Нагірно-Карабаської Республіки.
Влітку 1992 року, в ході наступу азербайджанських військ, вірменів було відкинуто на південь. В ході Карабаського конфлікту більша частина мирного населення району або загинула, або втекла до Вірменії, Нагірного Карабаху чи Росії .
Нині відповідно до адміністративно-територіального поділу Азербайджану, територія колишнього Шаумянівського району АзРСР входить до Геранбойського району Азербайджану. Відповідно до адміністративного поділу Нагірно-Карабаської Республіки, територія колишнього Шаумянівського району АзРСР є частиною Шаумянівського району НКР, контрольованого Азербайджаном.